# Подлёдная равнина Шмидта
Подлёдная равни́на Шми́дта — обширное понижение подлёдной поверхности в Восточной Антарктиде к югу от 70° южной широты, между горами Гамбурцева и Голицына (на западе) и Восточной равниной (на востоке).
Большая часть территории равнины находится ниже уровня моря и скрыта под мощным ледниковым покровом. Толщина льда почти везде превышает 3000 м, в центральной части достигает 4000 м.
Равнина была открыта с помощью сейсмозондирования советской антарктической экспедицией в 1957—1959 годах. Положение равнины и высоты поверхности были уточнены во время похода австралийской экспедиции от станции Уилкс до станции Восток в 1962 году. Равнина получила название в честь выдающегося советского учёного Отто Шмидта.